# Primera División de Bolivia 2023
El Campeonato de la División Profesional 2023, llamada oficialmente como «Liga Tigo 2023» por razones de patrocinio, fue la 90.ª edición de la Primera División de Bolivia. La Federación Boliviana de Fútbol (FBF) organizó y controló el desarrollo del torneo a través de la Comisión de Competiciones de la División Profesional.
Esta edición del torneo continuó la implementación el uso del VAR que comenzó en el pasado Torneo Clausura. Esta edición, se caracterizó por incluir el aumento de un equipo más en la Primera División, haciéndola a su vez el campeonato de primera división con mayor número de integrantes en su historia (17), situación surgida a raíz de la suspensión de los descensos directos tras la cancelación abrupta del torneo Clausura 2022 a causa de los conflictos político-sociales ocurridos en el departamento de Santa Cruz por el manejo del censo poblacional 2024.
Además, esta edición marcó el retorno de los departamentos de Beni y Pando a la Primera División a través del debut de sus equipos Libertad Gran Mamoré y Vaca Díez respectivamente en la Primera División, convirtiéndola en el torneo profesional de fútbol con mayor número de departamentos involucrados: con ocho de los nueve, con la excepción del departamento de Oruro que no cuenta con un representante en esta temporada.

## Sistema de competición
El 22 de diciembre de 2022 en una reunión del Consejo Superior de la División Profesional se definió la fecha de inicio del torneo estimada para el 5 de febrero.
El 13 de enero de 2023 tras una reunión entre dirigentes se definió el formato de la temporada, se decidió jugar un torneo de liga bajo el sistema de todos contra todos (34 fechas) y un torneo de copa de la liga. El ganador del todos contra todos fue el campeón de la División Profesional 2023.
- Descenso: Los dos descensos directos fueron atribuidos a los dos últimos equipos de la tabla acumulada, mientras que el antepenúltimo (puesto 15) tuvo que jugar el  play-off por la permanencia en contra del subcampeón de la Copa Simón Bolívar 2023.[8]

### Clasificación a torneos internacionales
La Conmebol otorgó 8 cupos a Bolivia para los torneos internacionales que se decidieron distribuir de la siguiente manera según las conclusiones del Consejo de la División Profesional el 13 de enero de 2023.
Copa Libertadores
- Bolivia 1: Campeón de la División Profesional
- Bolivia 2: 1.º ubicado de la Tabla acumulada
- Bolivia 3: 2.º ubicado de la Tabla acumulada
- Bolivia 4: Campeón de la Copa de la División Profesional

Copa Sudamericana
- Bolivia 1: Subcampeón de la Copa de la División Profesional
- Bolivia 2: 3.º ubicado de la Tabla acumulada
- Bolivia 3: 4.º ubicado de la Tabla acumulada
- Bolivia 4: 5.º ubicado de la Tabla acumulada

Nota: En caso de que un equipo repetía alguno de los dos títulos o mejoraba su clasificación a torneos internacionales, los mejores ubicados en la tabla acumulada se harán acreedores a los cupos disponibles.

## Equipos participantes
Por primera vez el torneo se disputó en ciudades de 8 de los 9 departamentos bolivianos.

### Distribución geográfica de los clubes
| Departamento | Cantidad | Club                    |
| ------------ | -------- | ----------------------- |
| Santa Cruz   | 5        | Blooming                |
| Santa Cruz   | 5        | Guabirá                 |
| Santa Cruz   | 5        | Oriente Petrolero       |
| Santa Cruz   | 5        | Real Santa Cruz         |
| Santa Cruz   | 5        | Royal Pari              |
| Cochabamba   | 4        | Palmaflor del Trópico   |
| Cochabamba   | 4        | Aurora                  |
| Cochabamba   | 4        | Jorge Wilstermann       |
| Cochabamba   | 4        | Universitario de Vinto  |
| La Paz       | 3        | Always Ready            |
| La Paz       | 3        | Bolívar                 |
| La Paz       | 3        | The Strongest           |
| Beni         | 1        | Libertad Gran Mamoré    |
| Chuquisaca   | 1        | Independiente Petrolero |
| Pando        | 1        | Vaca Díez               |
| Potosí       | 1        | Nacional Potosí         |
| Tarija       | 1        | Real Tomayapo           |

### Ascensos y descensos
Un total de 17 equipos disputaron la liga, 15 equipos de la Primera División de Bolivia 2022, el ganador del partido por la permanencia y el campeón de la Copa Simón Bolívar 2022.
| Pos | Ascendidos a la División Profesional              |
| --- | ------------------------------------------------- |
| 1.º | Vaca Díez (Campeón de la Copa Simón Bolívar 2022) |
| 2.º | Libertad Gran Mamoré (Ganador de la promoción)    |

| Pos  | Descendido                                        |
| ---- | ------------------------------------------------- |
| 16.º | Universitario de Sucre (Perdedor de la promoción) |

### Información de los clubes
| Equipo                  | Ciudad                  | Estadio                | Capacidad | Proveedor       | Auspiciador                                                         |
| ----------------------- | ----------------------- | ---------------------- | --------- | --------------- | ------------------------------------------------------------------- |
| Always Ready            | El Alto                 | Municipal de El Alto   | 25 000    | Marathon Sports | Ver lista Las Loritas Edificios Suzuki                              |
| Atlético Palmaflor      | Villa Tunari            | Bicentenario           | 25 000    | Forte Athletic  | Ver lista Maxus Centro Comercial Privado av-g77 Tigo                |
| Aurora                  | Cochabamba              | Félix Capriles         | 32 000    | Marathon Sports | Tigo                                                                |
| Blooming                | Santa Cruz de la Sierra | Ramón Aguilera Costas  | 38 500    | Marathon Sports | KIA Motors                                                          |
| Bolívar                 | La Paz                  | Hernando Siles         | 42 000    | Puma            | Suzuki                                                              |
| Guabirá                 | Montero                 | Gilberto Parada        | 18 000    | Forte Athletic  | Ver lista Azúcar Guabirá Celina Grupo Paz                           |
| Independiente Petrolero | Sucre                   | Olímpico Patria        | 30 000    | Red White       | Ver lista CESSA UTB Tigo Fancesa                                    |
| Jorge Wilstermann       | Cochabamba              | Félix Capriles         | 32 000    | Forte Athletic  | Ver lista Campero Nacional Quantum Bolivia Branding Bellido Camargo |
| Libertad Gran Mamoré    | Trinidad                | Gran Mamoré            | 15 000    | Parabero Sport  | Ver lista Moxos UTB Serna Motor Ingevida                            |
| Nacional Potosí         | Potosí                  | Víctor Agustín Ugarte  | 30 000    | Willys Athletic | Ver lista BCP ISS Santa María                                       |
| Oriente Petrolero       | Santa Cruz de la Sierra | Ramón Aguilera Costas  | 38 500    | Marathon Sports | Chevrolet                                                           |
| Real Santa Cruz         | Santa Cruz de la Sierra | Real Santa Cruz        | 12 000    | Arce Sport      | GAC Motor                                                           |
| Real Tomayapo           | Tarija                  | IV Centenario          | 20 000    | LEA Sport       | Alta Vida                                                           |
| Royal Pari              | Santa Cruz de la Sierra | Ramón Aguilera Costas  | 38 500    | Marathon Sports | Ver lista Grupo Sion Kalomai Park                                   |
| The Strongest           | La Paz                  | Hernando Siles         | 42 000    | Marathon Sports | Las Loritas Edificios                                               |
| Universitario de Vinto  | Vinto                   | Hipólito Lazarte       | 2000      | Oxígeno Wear    | Ver lista UTB Tigo                                                  |
| Vaca Díez               | Cobija                  | Roberto Jordán Cuellar | 24 000    | Arce Sport      | Ver lista Universidad Amazónica de Pando Pando Avanza PikotAgua     |

### Entrenadores
| Always Ready            | Pablo Godoy (1-5) Claudio Biaggio (6-11) Óscar Villegas (12-presente)                                         |
| Aurora                  | Roberto Pérez (1-presente)                                                                                    |
| Blooming                | Thiago Leitão (1-3) Carlos Bustos (4-presente)                                                                |
| Bolívar                 | Beñat San José (1-presente)                                                                                   |
| Guabirá                 | Mauricio Soria (1-9) Gualberto Mojica (int) (10) Miguel Ángel Portugal (11-14) José Aurelio Gay (16-presente) |
| Independiente Petrolero | Juan Pablo Grass (1-2) Álvaro Peña (4-presente)                                                               |
| Jorge Wilstermann       | Cristian Díaz (1-presente)                                                                                    |
| Libertad Gran Mamoré    | Christian Reynaldo (1-2) Andrés Marinangeli (3-6) José Peña (7-presente)                                      |
| Nacional Potosí         | Víctor Hugo Andrada (1-6) Flavio Robatto (7-presente)                                                         |
| Oriente Petrolero       | Erwin Sánchez (1-6,8-9) Leonardo Egüez (int) (7,10-12) Ángel Guillermo Hoyos (13-presente)                    |
| Palmaflor del Trópico   | Claudio Daniel Brizuela (1-12) Joaquín Pérez (int)(13-presente)                                               |
| Real Santa Cruz         | Miguel Abrigo y Claudio Rodríguez (1-presente)                                                                |
| Real Tomayapo           | Richard Rojas (1-6) Juan Vita (7-presente)                                                                    |
| Royal Pari F. C.        | Luis Marin Camacho (1-6) Roberto Mosquera (7-14) David de la Torre (int) (15-)                                |
| The Strongest           | Ismael Rescalvo (1-12) Claudio Biaggio (13-16) Ricardo Formosinho (17-presente)                               |
| Universitario de Vinto  | Alberto Illanes (1-presente)                                                                                  |
| Vaca Díez               | José Aurelio Gay (1-11) Marcos Sánchez (int) (12) Carlos Fonseca (13-presente)                                |

### Jugadores

#### Jugador categoría Sub-20
El Consejo de la División Profesional aprobó la inclusión obligatoria de un jugador de la categoría sub-20 durante 45 minutos.
en caso de que el jugador fuera expulsado, no es necesario que se vuelva a incluir a otro futbolista sub-20; sin embargo, en caso de que éste se lesionara, debe ser reemplazado por otro de la misma categoría.

#### Jugadores extranjeros
Cada equipo pudo incluir dentro de su lista un máximo de seis jugadores extranjeros, permitiéndose un máximo de 4 jugadores extranjeros simultáneos en cancha. Los jugadores extranjeros que tengan uno o los dos padres bolivianos, son bolivianos en las listas y en el terreno de juego. Durante el período de fichajes los equipos pueden tener más de 6 jugadores extranjeros en sus filas siempre y cuando el jugador no esté inscrito reglamentariamente.
| Jugadores extranjeros habilitados - Primer Semestre | Jugadores extranjeros habilitados - Primer Semestre | Jugadores extranjeros habilitados - Primer Semestre | Jugadores extranjeros habilitados - Primer Semestre | Jugadores extranjeros habilitados - Primer Semestre | Jugadores extranjeros habilitados - Primer Semestre | Jugadores extranjeros habilitados - Primer Semestre | Jugadores extranjeros habilitados - Primer Semestre | Jugadores extranjeros habilitados - Primer Semestre |
| Equipo                                              | Jugador 1                                           | Jugador 2                                           | Jugador 3                                           | Jugador 4                                           | Jugador 5                                           | Jugador 6                                           | Jugador Nacionalizado                               | Jugador Padres Bolivianos                           |
| --------------------------------------------------- | --------------------------------------------------- | --------------------------------------------------- | --------------------------------------------------- | --------------------------------------------------- | --------------------------------------------------- | --------------------------------------------------- | --------------------------------------------------- | --------------------------------------------------- |
| Always Ready                                        | Marcos Riquelme                                     | Carlos Mosquera                                     | William Parra                                       | David Robles                                        | Edarlyn Reyes                                       | Dorny Romero                                        | Marc Enoumba Nelson Cabrera                         | Robson Matheus Matías Galindo                       |
| Palmaflor del Trópico                               | Matías Pisano                                       | Fernando Luna                                       | Jonathan Cañete                                     | Arturo Mina                                         | Rubén Escobar                                       | Ramón Coronel                                       |                                                     |                                                     |
| Aurora                                              | Maximiliano Gómez                                   | Oswaldo Blanco                                      | David Akologo                                       | Serginho                                            | Sebastián Zaracho                                   | Nelson Amarilla                                     | Jair Reinoso                                        | Diago Giménez                                       |
| Blooming                                            | Rafael Mollercke                                    | Iago Mendonça                                       | Leonardo Barteli Fenga                              | José Luis Sinisterra                                | Fernando Arismendi                                  | Gastón Rodríguez                                    |                                                     |                                                     |
| Bolívar                                             | Nicolás Ferreyra                                    | Patricio Rodríguez                                  | Gabriel Poveda                                      | Ronnie Fernández                                    | Pablo Hervías                                       | Bryan Bentaberry                                    |                                                     |                                                     |
| Guabirá                                             | Santiago Echeverría                                 | Paulo Carvalho                                      | Jorge González                                      | Ruíz Díaz                                           | Martín Alaníz                                       | Sebastián Gallegos                                  |                                                     | Freddy Abastoflor Alejandro Meleán                  |
| Independiente Petrolero                             | Iván Brun                                           | Rodrigo Gómez                                       | Tobías Moriceau                                     | Humberto Osorio                                     | Juan Godoy                                          | Robin Ramírez                                       | Enrique Díaz Thomaz Santos                          |                                                     |
| Jorge Wilstermann                                   | Julián Velázquez                                    | Cristian Esparza                                    | Carlos Marqués                                      | Miguel Bianconi                                     | Mathías Techera                                     | Franco Martínez                                     | Arnaldo Giménez Robson dos Santos                   |                                                     |
| Libertad Gran Mamoré                                | Mauro Milano                                        | Miguel Mendoza                                      | Ronny Rodríguez                                     | kadassi Khané                                       | Leandro Zazpe                                       | Maximiliano Lemos                                   | Juan Pablo Gómez                                    |                                                     |
| Nacional Potosí                                     | Martín Prost                                        | Martín Chiatti                                      | Maximiliano Núñez                                   | Tommy Tobar                                         | Gustavo Cristaldo                                   | Martín Galain                                       | Maximiliano Ortiz Heber Leaños                      |                                                     |
| Oriente Petrolero                                   | Maximiliano Caire                                   | Cristián Álvarez                                    | Jorge Correa                                        | Jonatan Cristaldo                                   | Wilson Quiñonez                                     | Leonardo Villagra                                   |                                                     | Erwin Junior Sánchez                                |
| Universitario de Vinto                              | Julio Vila                                          | Joaquín Lencinas                                    | Gênesis Fernande                                    | Raúl Olivares                                       | Roy Ndoutoumou                                      | Nicolás Albarracín                                  | Mijail Aviles Gustavo Almada                        | Cristian Fernández                                  |
| Real Santa Cruz                                     | Fabricio Moreno                                     | Efmamj González                                     | César García                                        | Brian López                                         | Reyvin de la Rosa                                   | Jairo Hestefano Jean                                | Diego Pariani                                       |                                                     |
| Real Tomayapo                                       | Leandro Corulo                                      | Matías Noble                                        | Mateo Hernández                                     | Agustín Graneros                                    | Jeffinho                                            | Nicolás Albarracín                                  | Sebastián Angulo Hallysson Padilha Thiago Ribeiro   |                                                     |
| Royal Pari                                          | Esteban Orfano                                      | Joel Amoroso                                        | Hugo Silva                                          | Juan Capurro                                        | Federico Sellechia                                  | José Correa                                         |                                                     | Mirko Tomianovic Alexander Zurita                   |
| The Strongest                                       | Enrique Triverio                                    | Eugenio Isnaldo                                     | Michael Ortega                                      | Carlos Robles                                       | Junior Arias                                        | Gonzalo Castillo                                    | Luciano Ursino                                      |                                                     |
| Vaca Díez                                           | Juan Vogliotti                                      | Juan Teles                                          | Randerson Pavas                                     | Darlisom Rodríguez                                  | Diego Cuadros                                       | Bidari García                                       | Mizael Monteiro                                     | Joel Fernández Rodrigo Morales David Moura          |
| Actualizado el 14 de febrero de 2023                |                                                     |                                                     |                                                     |                                                     |                                                     |                                                     |                                                     |                                                     |

## Desarrollo

### Clasificación
| Pos. | Equipo                  | Pts. | PJ | G  | E  | P  | GF | GC | Dif. | Clasificación                                      |
| ---- | ----------------------- | ---- | -- | -- | -- | -- | -- | -- | ---- | -------------------------------------------------- |
| 1    | The Strongest (C)       | 65   | 32 | 19 | 8  | 5  | 65 | 34 | +31  | Clasifica a la fase de grupos de Copa Libertadores |
| 2    | Bolívar                 | 57   | 32 | 17 | 6  | 9  | 84 | 42 | +42  |                                                    |
| 3    | Always Ready            | 57   | 32 | 16 | 9  | 7  | 54 | 36 | +18  |                                                    |
| 4    | Nacional Potosí         | 54   | 32 | 16 | 6  | 10 | 72 | 46 | +26  |                                                    |
| 5    | Aurora                  | 51   | 32 | 14 | 9  | 9  | 45 | 31 | +14  |                                                    |
| 6    | Real Tomayapo           | 49   | 32 | 13 | 10 | 9  | 36 | 34 | +2   |                                                    |
| 7    | Real Santa Cruz         | 46   | 32 | 13 | 7  | 12 | 31 | 42 | −11  |                                                    |
| 8    | Jorge Wilstermann       | 43   | 32 | 12 | 13 | 7  | 39 | 27 | +12  |                                                    |
| 9    | Oriente Petrolero       | 43   | 32 | 11 | 10 | 11 | 44 | 42 | +2   |                                                    |
| 10   | Universitario de Vinto  | 41   | 32 | 9  | 14 | 9  | 30 | 28 | +2   |                                                    |
| 11   | Independiente Petrolero | 40   | 32 | 13 | 1  | 18 | 33 | 45 | −12  |                                                    |
| 12   | Royal Pari              | 35   | 32 | 8  | 11 | 13 | 40 | 53 | −13  |                                                    |
| 13   | Guabirá                 | 35   | 32 | 10 | 5  | 17 | 34 | 49 | −15  |                                                    |
| 14   | Blooming                | 33   | 32 | 9  | 6  | 17 | 37 | 56 | −19  |                                                    |
| 15   | Libertad Gran Mamoré    | 33   | 32 | 9  | 6  | 17 | 32 | 65 | −33  |                                                    |
| 16   | Vaca Díez               | 32   | 32 | 8  | 8  | 16 | 42 | 61 | −19  |                                                    |
| 17   | Palmaflor del Trópico   | 29   | 32 | 8  | 5  | 19 | 32 | 59 | −27  |                                                    |

 Fuente: FBF
Notas:
1. ↑  Jorge Wilstermann fue sancionado con la reducción de seis puntos por deudas pendientes.[14]

### Evolución de la clasificación
| Equipo / Fecha          | 01 | 02 | 03  | 04  | 05  | 06  | 07  | 08  | 09  | 10  | 11  | 12  | 13 | 14  | 15  | 16  | 17 | 18 | 19 | 20 | 21 | 22 | 23 | 24  | 25  | 26  | 27  | 28  | 29  | 30 | 31 | 32 | 33 | 34 |
| ----------------------- | -- | -- | --- | --- | --- | --- | --- | --- | --- | --- | --- | --- | -- | --- | --- | --- | -- | -- | -- | -- | -- | -- | -- | --- | --- | --- | --- | --- | --- | -- | -- | -- | -- | -- |
| The Strongest           | 6  | 1  | 1   | 1   | 1   | 1   | 1*  | 1*  | 2*  | 1*  | 1*  | 1*  | 1  | 1   | 1   | 1   | 1  | 1  | 1  | 1  | 1  | 1  | 1  | 1*  | 1*  | 1*  | 1*  | 1*  | 1*  | 1  | 1  | 1  | 1  | 1  |
| Bolívar                 | 3  | 2  | 5   | 2   | 2   | 2   | 2*  | 2*  | 1   | 2   | 2   | 3   | 3  | 5   | 3   | 5   | 4  | 4  | 4  | 4  | 4  | 3  | 4  | 3   | 3*  | 2*  | 2*  | 2*  | 2*  | 2  | 3  | 2  | 2  | 2  |
| Always Ready            | 8  | 3  | 6*  | 9*  | 9*  | 7*  | 7*  | 6*  | 6*  | 7*  | 6*  | 9*  | 7* | 4*  | 4*  | 3   | 3  | 3  | 2  | 2  | 2  | 4  | 3  | 4   | 4*  | 4*  | 4*  | 4*  | 4*  | 3  | 2  | 3  | 3  | 3  |
| Nacional Potosí         | 16 | 8  | 11  | 6   | 4   | 5   | 6   | 8   | 5   | 3   | 3   | 2   | 2  | 2   | 2   | 2   | 2  | 2  | 3  | 3  | 3  | 2  | 2  | 2   | 2   | 3   | 3   | 3   | 3   | 4  | 4  | 4  | 4  | 4  |
| Aurora                  | 9  | 5  | 2   | 3   | 3   | 4   | 3   | 4   | 4   | 5   | 4   | 4   | 4  | 6   | 6   | 6   | 5  | 5  | 5  | 5  | 6  | 6  | 5  | 5   | 5   | 5   | 5   | 5   | 5   | 5  | 5  | 6  | 5  | 5  |
| Real Tomayapo           | 10 | 7  | 10  | 13  | 13  | 14  | 13  | 10  | 12  | 10  | 8   | 8   | 10 | 12  | 10  | 8   | 9  | 11 | 14 | 11 | 9  | 10 | 11 | 11  | 10  | 8   | 7   | 7   | 7   | 7  | 6  | 5  | 6  | 6  |
| Real Santa Cruz         | 4  | 9  | 9   | 10  | 10  | 11  | 11* | 9*  | 9*  | 6*  | 7*  | 5*  | 5  | 3   | 5   | 4   | 6  | 6  | 6  | 6  | 5  | 5  | 6  | 6   | 6   | 6   | 6   | 6   | 6   | 6  | 7  | 7  | 8  | 7  |
| Jorge Wilstermann       | 17 | 17 | 17  | 17  | 17  | 17  | 17  | 16  | 17  | 17  | 16  | 15  | 15 | 14  | 15  | 17  | 14 | 9  | 10 | 8  | 10 | 8  | 9  | 10  | 11  | 9   | 8   | 8   | 8   | 8  | 8  | 8  | 7  | 8  |
| Oriente Petrolero       | 1  | 4  | 3   | 4   | 6   | 8   | 8*  | 7*  | 8*  | 9*  | 10* | 10* | 9  | 11* | 16* | 12* | 12 | 14 | 13 | 14 | 15 | 11 | 10 | 8   | 7   | 7   | 9   | 9   | 10  | 9  | 9  | 9  | 10 | 9  |
| Universitario de Vinto  | 15 | 12 | 7   | 8   | 8   | 6   | 5   | 5   | 7   | 8   | 11  | 11  | 13 | 9   | 7   | 7   | 8  | 10 | 11 | 9  | 8  | 9  | 8  | 9   | 9   | 10  | 11  | 10  | 9   | 10 | 11 | 10 | 9  | 10 |
| Independiente Petrolero | 13 | 16 | 16  | 14  | 14  | 12  | 12  | 13  | 11  | 13  | 12  | 13  | 8  | 8   | 9   | 9   | 7  | 7  | 7  | 7  | 7  | 7  | 7  | 7   | 8*  | 11* | 10* | 11* | 11* | 11 | 10 | 11 | 11 | 11 |
| Royal Pari              | 5  | 10 | 13  | 7   | 7   | 10  | 10  | 12  | 10  | 12  | 14  | 12  | 11 | 13  | 12  | 13  | 11 | 13 | 12 | 12 | 12 | 13 | 12 | 12  | 12  | 12  | 12  | 13  | 12  | 12 | 12 | 12 | 12 | 12 |
| Guabirá                 | 12 | 15 | 12  | 11  | 12  | 9   | 9*  | 11* | 14* | 11* | 9*  | 7*  | 12 | 10  | 13  | 11  | 13 | 15 | 9  | 13 | 14 | 14 | 16 | 16* | 17* | 15* | 17* | 16* | 17* | 15 | 16 | 15 | 15 | 13 |
| Blooming                | 7  | 13 | 14  | 16  | 16  | 16  | 16  | 17  | 16  | 15  | 17  | 16  | 17 | 16  | 17  | 15  | 17 | 17 | 16 | 16 | 13 | 15 | 14 | 15  | 15  | 16  | 16  | 17  | 15  | 16 | 17 | 17 | 16 | 14 |
| Libertad Gran Mamoré    | 2  | 11 | 8   | 12  | 11  | 13  | 14* | 14* | 13  | 14  | 15  | 17  | 16 | 17* | 14* | 16* | 16 | 16 | 17 | 17 | 17 | 17 | 17 | 17  | 16  | 17  | 13  | 14  | 16  | 17 | 14 | 13 | 13 | 15 |
| Vaca Díez               | 11 | 14 | 15* | 15* | 15* | 15* | 15* | 15* | 15* | 16* | 13* | 14* | 14 | 15  | 11  | 14  | 15 | 12 | 15 | 15 | 16 | 16 | 15 | 14  | 13* | 13* | 14* | 15* | 13* | 13 | 13 | 14 | 14 | 16 |
| Palmaflor del Trópico   | 14 | 6  | 4   | 5   | 5   | 3   | 4   | 3   | 3   | 4*  | 5*  | 6*  | 6* | 7*  | 8*  | 10  | 10 | 8  | 8  | 10 | 11 | 12 | 13 | 13  | 14  | 14  | 15  | 12  | 14  | 14 | 15 | 16 | 17 | 17 |

     Equipo libre de la fecha.
Nota: * Indica la posición del equipo con uno o varios partidos pendientes.

### Resultados

#### Fixture
| Libertad Gran Mamoré        | 3 - 2 | Vaca Díez               | Gran Mamoré           | 4 de febrero | 15:00 |
| The Strongest               | 2 - 1 | Universitario de Vinto  | Hernando Siles        | 4 de febrero | 17:30 |
| Oriente Petrolero           | 3 - 0 | Nacional Potosí         | Ramón Aguilera Costas | 4 de febrero | 20:00 |
| Guabirá                     | 1 - 2 | Bolívar                 | Gilberto Parada       | 5 de febrero | 15:00 |
| Aurora                      | 0 - 0 | Always Ready            | Félix Capriles        | 5 de febrero | 17:30 |
| Blooming                    | 1 - 1 | Jorge Wilstermann       | Ramón Aguilera Costas | 5 de febrero | 19:30 |
| Real Santa Cruz             | 2 - 1 | Palmaflor del Trópico   | Ramón Aguilera Costas | 6 de febrero | 15:00 |
| Royal Pari                  | 2 - 1 | Independiente Petrolero | Ramón Aguilera Costas | 6 de febrero | 19:00 |
| Equipo libre: Real Tomayapo |       |                         |                       |              |       |

| Always Ready            | 5 - 0 | Libertad Gran Mamoré | Municipal de El Alto         | 10 de febrero | 15:00 |
| Universitario de Vinto  | 1 - 1 | Oriente Petrolero    | Félix Capriles               | 11 de febrero | 15:00 |
| Nacional Potosí         | 3 - 0 | Blooming             | Víctor Agustín Ugarte        | 11 de febrero | 17:30 |
| Bolívar                 | 3 - 1 | Royal Pari           | Hernando Siles               | 11 de febrero | 20:00 |
| Real Tomayapo           | 1 - 0 | Real Santa Cruz      | IV Centenario                | 12 de febrero | 15:00 |
| Independiente Petrolero | 1 - 4 | The Strongest        | Olímpico Patria              | 12 de febrero | 17:30 |
| Jorge Wilstermann       | 0 - 2 | Aurora               | Félix Capriles               | 12 de febrero | 19:30 |
| Palmaflor del Trópico   | 2 - 0 | Guabirá              | Bicentenario de Villa Tunari | 13 de febrero | 19:00 |
| Equipo libre: Vaca Díez |       |                      |                              |               |       |

| Blooming                      | 3 - 4 | Universitario de Vinto  | Ramón Aguilera Costas  | 17 de febrero | 18:00 |
| The Strongest                 | 3 - 2 | Bolívar                 | Hernando Siles         | 17 de febrero | 20:30 |
| Royal Pari                    | 0 - 3 | Palmaflor del Trópico   | Ramón Aguilera Costas  | 18 de febrero | 15:00 |
| Guabirá                       | 1 - 0 | Real Tomayapo           | Gilberto Parada        | 18 de febrero | 17:30 |
| Oriente Petrolero             | 2 - 0 | Independiente Petrolero | Ramón Aguilera Costas  | 18 de febrero | 20:00 |
| Libertad Gran Mamoré          | 1 - 1 | Jorge Wilstermann       | Gran Mamoré            | 19 de febrero | 15:00 |
| Aurora                        | 2 - 0 | Nacional Potosí         | Félix Capriles         | 19 de febrero | 19:30 |
| Vaca Díez                     | 1 - 1 | Always Ready            | Roberto Jordán Cuellar | 10 de mayo    | 15:00 |
| Equipo libre: Real Santa Cruz |       |                         |                        |               |       |

| Real Tomayapo              | 0 - 2 | Royal Pari           | IV Centenario                | 24 de febrero | 20:00 |
| Real Santa Cruz            | 0 - 0 | Guabirá              | Real Santa Cruz              | 25 de febrero | 15:00 |
| Nacional Potosí            | 5 - 1 | Libertad Gran Mamoré | Víctor Agustín Ugarte        | 25 de febrero | 17:30 |
| Independiente Petrolero    | 2 - 0 | Blooming             | Olímpico Patria              | 25 de febrero | 20:00 |
| Universitario de Vinto     | 1 - 1 | Aurora               | Félix Capriles               | 26 de febrero | 15:00 |
| Bolívar                    | 4 - 0 | Oriente Petrolero    | Hernando Siles               | 26 de febrero | 17:30 |
| Palmaflor del Trópico      | 0 - 1 | The Strongest        | Bicentenario de Villa Tunari | 26 de febrero | 19:30 |
| Jorge Wilstermann          | 2 - 2 | Vaca Díez            | Félix Capriles               | 27 de febrero | 19:00 |
| Equipo libre: Always Ready |       |                      |                              |               |       |

| Oriente Petrolero     | 1 - 2 | Palmaflor del Trópico   | Ramón Aguilera Costas  | 3 de marzo | 19:00 |
| Royal Pari            | 1 - 1 | Real Santa Cruz         | Ramón Aguilera Costas  | 4 de marzo | 15:00 |
| Vaca Díez             | 0 - 2 | Nacional Potosí         | Roberto Jordán Cuellar | 4 de marzo | 17:30 |
| Aurora                | 2 - 0 | Independiente Petrolero | Félix Capriles         | 4 de marzo | 20:00 |
| Always Ready          | 2 - 2 | Jorge Wilstermann       | Municipal de El Alto   | 5 de marzo | 15:00 |
| The Strongest         | 3 - 1 | Real Tomayapo           | Hernando Siles         | 5 de marzo | 17:30 |
| Blooming              | 0 - 5 | Bolívar                 | Ramón Aguilera Costas  | 5 de marzo | 19:30 |
| Libertad Gran Mamoré  | 0 - 0 | Universitario de Vinto  | Gran Mamoré            | 6 de marzo | 15:00 |
| Equipo libre: Guabirá |       |                         |                        |            |       |

| Independiente Petrolero         | 4 - 0 | Libertad Gran Mamoré | Olímpico Patria              | 10 de marzo | 19:00 |
| Real Santa Cruz                 | 1 - 1 | The Strongest        | Real Santa Cruz              | 11 de marzo | 15:00 |
| Guabirá                         | 3 - 2 | Royal Pari           | Gilberto Parada              | 11 de marzo | 17:30 |
| Real Tomayapo                   | 1 - 1 | Oriente Petrolero    | IV Centenario                | 11 de marzo | 20:00 |
| Nacional Potosí                 | 0 - 2 | Always Ready         | Víctor Agustín Ugarte        | 12 de marzo | 15:00 |
| Bolívar                         | 1 - 0 | Aurora               | Hernando Siles               | 12 de marzo | 17:30 |
| Universitario de Vinto          | 2 - 0 | Vaca Díez            | Félix Capriles               | 13 de marzo | 15:00 |
| Palmaflor del Trópico           | 3 - 2 | Blooming             | Bicentenario de Villa Tunari | 13 de marzo | 19:30 |
| Equipo libre: Jorge Wilstermann |       |                      |                              |             |       |

| Blooming                 | 2 - 2 | Real Tomayapo           | Ramón Aguilera Costas  | 30 de marzo | 20:00 |
| Vaca Díez                | 1 - 0 | Independiente Petrolero | Roberto Jordán Cuellar | 1 de abril  | 15:00 |
| Always Ready             | 1 - 2 | Universitario de Vinto  | Municipal de El Alto   | 2 de abril  | 15:00 |
| Aurora                   | 2 - 1 | Palmaflor del Trópico   | Félix Capriles         | 3 de abril  | 19:00 |
| Jorge Wilstermann        | 0 - 0 | Nacional Potosí         | Félix Capriles         | 4 de abril  | 19:00 |
| Libertad Gran Mamoré     | 2 - 0 | Bolívar                 | Gran Mamoré            | 12 de abril | 15:00 |
| The Strongest            | 1 - 0 | Guabirá                 | Hernando Siles         | 10 de mayo  | 17:30 |
| Oriente Petrolero        | 0 - 1 | Real Santa Cruz         | Ramón Aguilera Costas  | 10 de mayo  | 20:00 |
| Equipo libre: Royal Pari |       |                         |                        |             |       |

| Palmaflor del Trópico         | 4 - 1 | Libertad Gran Mamoré | Bicentenario de Villa Tunari | 7 de abril  | 19:00 |
| Royal Pari                    | 0 - 2 | The Strongest        | Ramón Aguilera Costas        | 8 de abril  | 15:00 |
| Universitario de Vinto        | 0 - 1 | Jorge Wilstermann    | Félix Capriles               | 8 de abril  | 17:30 |
| Real Santa Cruz               | 2 - 1 | Blooming             | Ramón Aguilera Costas        | 8 de abril  | 20:00 |
| Bolívar                       | 3 - 0 | Vaca Díez            | Hernando Siles               | 9 de abril  | 15:00 |
| Guabirá                       | 2 - 3 | Oriente Petrolero    | Gilberto Parada              | 9 de abril  | 17:30 |
| Independiente Petrolero       | 1 - 2 | Always Ready         | Olímpico Patria              | 9 de abril  | 19:30 |
| Real Tomayapo                 | 2 - 1 | Aurora               | IV Centenario                | 10 de abril | 20:00 |
| Equipo libre: Nacional Potosí |       |                      |                              |             |       |

| Oriente Petrolero           | 1 - 2 | Royal Pari              | Ramón Aguilera Costas  | 14 de abril | 20:00 |
| Always Ready                | 2 - 2 | Bolívar                 | Municipal de El Alto   | 15 de abril | 15:00 |
| Blooming                    | 3 - 1 | Guabirá                 | Ramón Aguilera Costas  | 15 de abril | 17:30 |
| Jorge Wilstermann           | 0 - 1 | Independiente Petrolero | Félix Capriles         | 15 de abril | 20:00 |
| Libertad Gran Mamoré        | 1 - 1 | Real Tomayapo           | Gran Mamoré            | 16 de abril | 15:00 |
| Nacional Potosí             | 2 - 1 | Universitario de Vinto  | Víctor Agustín Ugarte  | 16 de abril | 17:30 |
| Aurora                      | 1 - 1 | Real Santa Cruz         | Félix Capriles         | 16 de abril | 19:30 |
| Vaca Díez                   | 3 - 1 | Palmaflor del Trópico   | Roberto Jordán Cuellar | 17 de abril | 15:00 |
| Equipo libre: The Strongest |       |                         |                        |             |       |

| Independiente Petrolero              | 0 - 1 | Nacional Potosí      | Olímpico Patria              | 21 de abril | 18:00 |
| Royal Pari                           | 1 - 2 | Blooming             | Ramón Aguilera Costas        | 21 de abril | 20:00 |
| Guabirá                              | 1 - 0 | Aurora               | Gilberto Parada              | 22 de abril | 17:30 |
| The Strongest                        | 0 - 0 | Oriente Petrolero    | Hernando Siles               | 22 de abril | 20:00 |
| Real Santa Cruz                      | 3 - 2 | Libertad Gran Mamoré | Ramón Aguilera Costas        | 23 de abril | 15:00 |
| Bolívar                              | 1 - 3 | Jorge Wilstermann    | Hernando Siles               | 23 de abril | 17:30 |
| Real Tomayapo                        | 3 - 2 | Vaca Díez            | IV Centenario                | 23 de abril | 19:30 |
| Palmaflor del Trópico                | 0 - 2 | Always Ready         | Bicentenario de Villa Tunari | 31 de mayo  | 15:00 |
| Equipo libre: Universitario de Vinto |       |                      |                              |             |       |

| Universitario de Vinto          | 0 - 1 | Independiente Petrolero | Municipal de Quillacollo | 28 de abril | 18:00 |
| Blooming                        | 1 - 3 | The Strongest           | Ramón Aguilera Costas    | 28 de abril | 20:00 |
| Aurora                          | 3 - 0 | Royal Pari              | Félix Capriles           | 29 de abril | 20:00 |
| Vaca Díez                       | 2 - 1 | Real Santa Cruz         | Roberto Jordán Cuellar   | 30 de abril | 15:00 |
| Nacional Potosí                 | 3 - 2 | Bolívar                 | Víctor Agustín Ugarte    | 30 de abril | 17:30 |
| Jorge Wilstermann               | 4 - 0 | Palmaflor del Trópico   | Félix Capriles           | 30 de abril | 19:30 |
| Libertad Gran Mamoré            | 0 - 1 | Guabirá                 | Gran Mamoré              | 1 de mayo   | 15:00 |
| Always Ready                    | 1 - 1 | Real Tomayapo           | Municipal de El Alto     | 2 de mayo   | 15:00 |
| Equipo libre: Oriente Petrolero |       |                         |                          |             |       |

| Guabirá                               | 2 - 2 | Vaca Díez              | Gilberto Parada              | 5 de mayo | 19:00 |
| Real Santa Cruz                       | 2 - 1 | Always Ready           | Ramón Aguilera Costas        | 6 de mayo | 15:00 |
| Real Tomayapo                         | 0 - 0 | Jorge Wilstermann      | IV Centenario                | 6 de mayo | 17:30 |
| Royal Pari                            | 2 - 0 | Libertad Gran Mamoré   | Ramón Aguilera Costas        | 6 de mayo | 20:00 |
| The Strongest                         | 2 - 2 | Aurora                 | Hernando Siles               | 7 de mayo | 15:00 |
| Palmaflor del Trópico                 | 0 - 1 | Nacional Potosí        | Bicentenario de Villa Tunari | 7 de mayo | 17:30 |
| Oriente Petrolero                     | 1 - 1 | Blooming               | Ramón Aguilera Costas        | 7 de mayo | 20:00 |
| Bolívar                               | 1 - 1 | Universitario de Vinto | Hernando Siles               | 8 de mayo | 19:00 |
| Equipo libre: Independiente Petrolero |       |                        |                              |           |       |

| Universitario de Vinto  | 0 - 1 | Palmaflor del Trópico | Félix Capriles         | 12 de mayo | 18:00 |
| Nacional Potosí         | 3 - 1 | Real Tomayapo         | Víctor Agustín Ugarte  | 12 de mayo | 20:00 |
| Vaca Díez               | 1 - 1 | Royal Pari            | Roberto Jordán Cuellar | 13 de mayo | 15:00 |
| Jorge Wilstermann       | 1 - 0 | Real Santa Cruz       | Félix Capriles         | 13 de mayo | 19:00 |
| Libertad Gran Mamoré    | 1 - 0 | The Strongest         | Gran Mamoré            | 14 de mayo | 15:00 |
| Independiente Petrolero | 2 - 1 | Bolívar               | Olímpico Patria        | 14 de mayo | 17:30 |
| Aurora                  | 2 - 2 | Oriente Petrolero     | Félix Capriles         | 14 de mayo | 19:30 |
| Always Ready            | 3 - 0 | Guabirá               | Municipal de El Alto   | 15 de mayo | 15:00 |
| Equipo libre: Blooming  |       |                       |                        |            |       |

| Real Santa Cruz       | 2 - 0 | Nacional Potosí         | Real Santa Cruz              | 19 de mayo  | 15:00 |
| Real Tomayapo         | 0 - 2 | Universitario de Vinto  | IV Centenario                | 19 de mayo  | 20:00 |
| Royal Pari            | 1 - 2 | Always Ready            | Gilberto Parada              | 20 de mayo  | 15:00 |
| The Strongest         | 4 - 1 | Vaca Díez               | Hernando Siles               | 20 de mayo  | 20:00 |
| Blooming              | 2 - 1 | Aurora                  | Real Santa Cruz              | 21 de mayo  | 15:00 |
| Guabirá               | 1 - 1 | Jorge Wilstermann       | Gilberto Parada              | 21 de mayo  | 15:00 |
| Palmaflor del Trópico | 0 - 1 | Independiente Petrolero | Bicentenario de Villa Tunari | 21 de mayo  | 19:30 |
| Oriente Petrolero     | 1 - 1 | Libertad Gran Mamoré    | Ramón Aguilera Costas        | 11 de junio | 19:30 |
| Equipo libre: Bolívar |       |                         |                              |             |       |

| Bolívar                 | 5 - 1 | Palmaflor del Trópico | Hernando Siles         | 26 de mayo | 20:00 |
| Libertad Gran Mamoré    | 2 - 1 | Blooming              | Gran Mamoré            | 27 de mayo | 15:00 |
| Jorge Wilstermann       | 0 - 0 | Royal Pari            | Félix Capriles         | 27 de mayo | 17:30 |
| Independiente Petrolero | 0 - 3 | Real Tomayapo         | Olímpico Patria        | 27 de mayo | 20:00 |
| Nacional Potosí         | 6 - 0 | Guabirá               | Víctor Agustín Ugarte  | 28 de mayo | 17:30 |
| Universitario de Vinto  | 1 - 0 | Real Santa Cruz       | Félix Capriles         | 28 de mayo | 19:30 |
| Vaca Díez               | 3 - 1 | Oriente Petrolero     | Roberto Jordán Cuellar | 29 de mayo | 15:00 |
| Always Ready            | 2 - 0 | The Strongest         | Municipal de El Alto   | 29 de mayo | 15:00 |
| Equipo libre: Aurora    |       |                       |                        |            |       |

| Aurora                              | 5 - 0 | Libertad Gran Mamoré    | Félix Capriles        | 2 de junio | 19:00 |
| Royal Pari                          | 2 - 2 | Nacional Potosí         | Ramón Aguilera Costas | 3 de junio | 15:00 |
| Real Tomayapo                       | 0 - 0 | Bolívar                 | IV Centenario         | 3 de junio | 17:30 |
| Blooming                            | 3 - 1 | Vaca Díez               | Ramón Aguilera Costas | 3 de junio | 20:00 |
| Real Santa Cruz                     | 1 - 0 | Independiente Petrolero | Real Santa Cruz       | 4 de junio | 15:00 |
| The Strongest                       | 1 - 0 | Jorge Wilstermann       | Hernando Siles        | 4 de junio | 17:30 |
| Oriente Petrolero                   | 2 - 0 | Always Ready            | Ramón Aguilera Costas | 4 de junio | 19:30 |
| Guabirá                             | 1 - 0 | Universitario de Vinto  | Gilberto Parada       | 5 de junio | 15:00 |
| Equipo libre: Palmaflor del Trópico |       |                         |                       |            |       |

| Vaca Díez                          | 2 - 3 | Aurora            | Roberto Jordán Cuellar       | 23 de junio | 15:00 |
| Palmaflor del Trópico              | 0 - 0 | Real Tomayapo     | Bicentenario de Villa Tunari | 23 de junio | 19:00 |
| Nacional Potosí                    | 6 - 3 | The Strongest     | Víctor Agustín Ugarte        | 24 de junio | 15:00 |
| Universitario de Vinto             | 1 - 2 | Royal Pari        | Félix Capriles               | 24 de junio | 20:00 |
| Always Ready                       | 2 - 0 | Blooming          | Municipal de El Alto         | 25 de junio | 15:00 |
| Bolívar                            | 3 - 0 | Real Santa Cruz   | Hernando Siles               | 25 de junio | 17:30 |
| Jorge Wilstermann                  | 3 - 2 | Oriente Petrolero | Félix Capriles               | 25 de junio | 19:30 |
| Independiente Petrolero            | 1 - 0 | Guabirá           | Olímpico Patria              | 26 de junio | 19:00 |
| Equipo libre: Libertad Gran Mamoré |       |                   |                              |             |       |

| Palmaflor del Trópico       | 1 - 0 | Real Santa Cruz      | Bicentenario de Villa Tunari | 7 de julio  | 20:00 |
| Vaca Díez                   | 2 - 1 | Libertad Gran Mamoré | Roberto Jordán Cuellar       | 8 de julio  | 15:00 |
| Bolívar                     | 3 - 1 | Guabirá              | Hernando Siles               | 8 de julio  | 17:30 |
| Jorge Wilstermann           | 1 - 0 | Blooming             | Félix Capriles               | 8 de julio  | 20:00 |
| Always Ready                | 3 - 1 | Aurora               | Municipal de El Alto         | 9 de julio  | 15:00 |
| Independiente Petrolero     | 4 - 2 | Royal Pari           | Olímpico Patria              | 9 de julio  | 17:30 |
| Universitario de Vinto      | 1 - 3 | The Strongest        | Félix Capriles               | 9 de julio  | 19:30 |
| Nacional Potosí             | 3 - 1 | Oriente Petrolero    | Víctor Agustín Ugarte        | 10 de julio | 20:00 |
| Equipo libre: Real Tomayapo |       |                      |                              |             |       |

| Libertad Gran Mamoré    | 1 - 2 | Always Ready            | Gran Mamoré           | 15 de julio | 15:00 |
| Guabirá                 | 1 - 0 | Palmaflor del Trópico   | Gilberto Parada       | 15 de julio | 15:00 |
| Royal Pari              | 0 - 0 | Bolívar                 | Ramón Aguilera Costas | 16 de julio | 15:00 |
| Aurora                  | 1 - 0 | Jorge Wilstermann       | Félix Capriles        | 16 de julio | 17:30 |
| Blooming                | 1 - 0 | Nacional Potosí         | Ramón Aguilera Costas | 16 de julio | 19:30 |
| Real Santa Cruz         | 1 - 0 | Real Tomayapo           | Real Santa Cruz       | 17 de julio | 15:00 |
| The Strongest           | 2 - 0 | Independiente Petrolero | Hernando Siles        | 17 de julio | 17:30 |
| Oriente Petrolero       | 1 - 1 | Universitario de Vinto  | Ramón Aguilera Costas | 17 de julio | 20:00 |
| Equipo libre: Vaca Díez |       |                         |                       |             |       |

| Nacional Potosí               | 0 - 0 | Aurora               | Víctor Agustín Ugarte        | 22 de julio | 15:00 |
| Jorge Wilstermann             | 1 - 0 | Libertad Gran Mamoré | Félix Capriles               | 22 de julio | 17:30 |
| Real Tomayapo                 | 2 - 0 | Guabirá              | IV Centenario                | 23 de julio | 15:00 |
| Bolívar                       | 3 - 0 | The Strongest        | Hernando Siles               | 23 de julio | 17:30 |
| Palmaflor del Trópico         | 2 - 2 | Royal Pari           | Bicentenario de Villa Tunari | 23 de julio | 19:30 |
| Always Ready                  | 1 - 0 | Vaca Díez            | Municipal de El Alto         | 24 de julio | 15:00 |
| Universitario de Vinto        | 1 - 0 | Blooming             | Félix Capriles               | 24 de julio | 18:00 |
| Independiente Petrolero       | 2 - 0 | Oriente Petrolero    | Olímpico Patria              | 24 de julio | 20:00 |
| Equipo libre: Real Santa Cruz |       |                      |                              |             |       |

| Royal Pari                 | 1 - 2 | Real Tomayapo           | Ramón Aguilera Costas  | 28 de julio | 19:30 |
| Vaca Díez                  | 2 - 2 | Jorge Wilstermann       | Roberto Jordán Cuellar | 29 de julio | 15:00 |
| The Strongest              | 4 - 0 | Palmaflor del Trópico   | Hernando Siles         | 29 de julio | 17:30 |
| Oriente Petrolero          | 1 - 1 | Bolívar                 | Ramón Aguilera Costas  | 29 de julio | 20:00 |
| Aurora                     | 0 - 1 | Universitario de Vinto  | Félix Capriles         | 30 de julio | 15:00 |
| Guabirá                    | 1 - 2 | Real Santa Cruz         | Gilberto Parada        | 30 de julio | 15:00 |
| Blooming                   | 1 - 0 | Independiente Petrolero | Ramón Aguilera Costas  | 30 de julio | 19:30 |
| Libertad Gran Mamoré       | 3 - 2 | Nacional Potosí         | Gran Mamoré            | 31 de julio | 15:00 |
| Equipo libre: Always Ready |       |                         |                        |             |       |

| Universitario de Vinto  | 1 - 1 | Libertad Gran Mamoré | Félix Capriles               | 4 de agosto | 15:00 |
| Bolívar                 | 6 - 1 | Blooming             | Hernando Siles               | 4 de agosto | 19:00 |
| Nacional Potosí         | 6 - 1 | Vaca Díez            | Víctor Agustín Ugarte        | 5 de agosto | 15:00 |
| Independiente Petrolero | 1 - 1 | Aurora               | Olímpico Patria              | 5 de agosto | 17:30 |
| Palmaflor del Trópico   | 1 - 2 | Oriente Petrolero    | Bicentenario de Villa Tunari | 5 de agosto | 20:00 |
| Real Santa Cruz         | 1 - 0 | Royal Pari           | Gilberto Parada              | 6 de agosto | 15:00 |
| Real Tomayapo           | 0 - 0 | The Strongest        | IV Centenario                | 6 de agosto | 17:30 |
| Jorge Wilstermann       | 3 - 0 | Always Ready         | Félix Capriles               | 6 de agosto | 19:30 |
| Equipo libre: Guabirá   |       |                      |                              |             |       |

| Vaca Díez                       | 0 - 0 | Universitario de Vinto  | Roberto Jordán Cuellar | 11 de agosto | 15:00 |
| Always Ready                    | 3 - 3 | Nacional Potosí         | Municipal de El Alto   | 12 de agosto | 15:00 |
| Aurora                          | 2 - 1 | Bolívar                 | Félix Capriles         | 12 de agosto | 17:00 |
| Oriente Petrolero               | 2 - 0 | Real Tomayapo           | Ramón Aguilera Costas  | 12 de agosto | 20:00 |
| Libertad Gran Mamoré            | 0 - 1 | Independiente Petrolero | Gran Mamoré            | 13 de agosto | 15:00 |
| The Strongest                   | 4 - 0 | Real Santa Cruz         | Hernando Siles         | 13 de agosto | 17:30 |
| Royal Pari                      | 4 - 1 | Guabirá                 | Ramón Aguilera Costas  | 13 de agosto | 19:30 |
| Blooming                        | 1 - 1 | Palmaflor del Trópico   | Ramón Aguilera Costas  | 14 de agosto | 19:30 |
| Equipo libre: Jorge Wilstermann |       |                         |                        |              |       |

| Palmaflor del Trópico    | 0 - 1 | Aurora               | Bicentenario de Villa Tunari | 18 de agosto   | 19:00 |
| Bolívar                  | 3 - 0 | Libertad Gran Mamoré | Hernando Siles               | 18 de agosto   | 20:00 |
| Real Santa Cruz          | 0 - 5 | Oriente Petrolero    | Ramón Aguilera Costas        | 19 de agosto   | 15:00 |
| Independiente Petrolero  | 0 - 1 | Vaca Díez            | Olímpico Patria              | 19 de agosto   | 20:00 |
| Universitario de Vinto   | 1 - 1 | Always Ready         | Municipal de Quillacollo     | 20 de agosto   | 15:00 |
| Nacional Potosí          | 2 - 1 | Jorge Wilstermann    | Víctor Agustín Ugarte        | 20 de agosto   | 17:30 |
| Real Tomayapo            | 0 - 0 | Blooming             | IV Centenario                | 21 de agosto   | 20:00 |
| Guabirá                  | 4 - 1 | The Strongest        | Gilberto Parada              | 7 de noviembre | 19:30 |
| Equipo libre: Royal Pari |       |                      |                              |                |       |

| Jorge Wilstermann             | 0 - 0 | Universitario de Vinto  | Municipal de Quillacollo | 23 de agosto   | 15:00 |
| The Strongest                 | 3 - 2 | Royal Pari              | Hernando Siles           | 23 de agosto   | 20:00 |
| Aurora                        | 1 - 2 | Real Tomayapo           | Municipal de Quillacollo | 24 de agosto   | 15:00 |
| Blooming                      | 1 - 3 | Real Santa Cruz         | Ramón Aguilera Costas    | 24 de agosto   | 20:30 |
| Oriente Petrolero             | 1 - 0 | Guabirá                 | Ramón Aguilera Costas    | 25 de agosto   | 20:00 |
| Libertad Gran Mamoré          | 2 - 1 | Palmaflor del Trópico   | Gran Mamoré              | 26 de agosto   | 15:00 |
| Always Ready                  | 3 - 2 | Independiente Petrolero | Municipal de El Alto     | 7 de noviembre | 15:00 |
| Vaca Díez                     | 4 - 3 | Bolívar                 | Roberto Jordán Cuellar   | 8 de noviembre | 15:00 |
| Equipo libre: Nacional Potosí |       |                         |                          |                |       |

| Universitario de Vinto      | 0 - 0 | Nacional Potosí      | Municipal de Quillacollo     | 3 de octubre | 15:00 |
| Independiente Petrolero     | 0 - 3 | Jorge Wilstermann    | Olímpico Patria              | 3 de octubre | 18:00 |
| Bolívar                     | 5 - 0 | Always Ready         | Hernando Siles               | 3 de octubre | 20:30 |
| Real Santa Cruz             | 1 - 1 | Aurora               | Ramón Aguilera Costas        | 4 de octubre | 15:00 |
| Real Tomayapo               | 3 - 2 | Libertad Gran Mamoré | IV Centenario                | 4 de octubre | 18:00 |
| Royal Pari                  | 1 - 1 | Oriente Petrolero    | Ramón Aguilera Costas        | 4 de octubre | 20:30 |
| Palmaflor del Trópico       | 2 - 2 | Vaca Díez            | Bicentenario de Villa Tunari | 5 de octubre | 15:00 |
| Guabirá                     | 2 - 1 | Blooming             | Gilberto Parada              | 5 de octubre | 20:00 |
| Equipo libre: The Strongest |       |                      |                              |              |       |

| Libertad Gran Mamoré                 | 1 - 0 | Real Santa Cruz         | Gran Mamoré            | 7 de octubre | 15:00 |
| Nacional Potosí                      | 2 - 4 | Independiente Petrolero | Víctor Agustín Ugarte  | 7 de octubre | 17:30 |
| Always Ready                         | 2 - 0 | Palmaflor del Trópico   | Hernando Siles         | 8 de octubre | 15:00 |
| Jorge Wilstermann                    | 3 - 1 | Bolívar                 | Félix Capriles         | 8 de octubre | 17:30 |
| Oriente Petrolero                    | 1 - 1 | The Strongest           | Ramón Aguilera Costas  | 8 de octubre | 19:30 |
| Vaca Díez                            | 0 - 1 | Real Tomayapo           | Roberto Jordán Cuellar | 9 de octubre | 15:00 |
| Aurora                               | 1 - 0 | Guabirá                 | Félix Capriles         | 9 de octubre | 18:00 |
| Blooming                             | 1 - 1 | Royal Pari              | Ramón Aguilera Costas  | 9 de octubre | 20:30 |
| Equipo libre: Universitario de Vinto |       |                         |                        |              |       |

| Palmaflor del Trópico           | 2 - 0 | Jorge Wilstermann      | Bicentenario de Villa Tunari | 15 de octubre | 16:00 |
| Royal Pari                      | 2 - 2 | Aurora                 | Ramón Aguilera Costas        | 19 de octubre | 19:00 |
| Real Santa Cruz                 | 2 - 1 | Vaca Díez              | Ramón Aguilera Costas        | 20 de octubre | 15:00 |
| The Strongest                   | 1 - 0 | Blooming               | Hernando Siles               | 20 de octubre | 19:00 |
| Real Tomayapo                   | 2 - 0 | Always Ready           | IV Centenario                | 20 de octubre | 20:30 |
| Bolívar                         | 4 - 3 | Nacional Potosí        | Hernando Siles               | 21 de octubre | 17:00 |
| Guabirá                         | 2 - 2 | Libertad Gran Mamoré   | Gilberto Parada              | 21 de octubre | 20:00 |
| Independiente Petrolero         | 0 - 2 | Universitario de Vinto | Olímpico Patria              | 22 de octubre | 15:00 |
| Equipo libre: Oriente Petrolero |       |                        |                              |               |       |

| Always Ready                          | 2 - 0 | Real Santa Cruz       | Hernando Siles           | 4 de noviembre | 15:00 |
| Vaca Díez                             | 3 - 0 | Guabirá               | Roberto Jordán Cuellar   | 4 de noviembre | 15:00 |
| Aurora                                | 0 - 3 | The Strongest         | Félix Capriles           | 4 de noviembre | 17:30 |
| Universitario de Vinto                | 2 - 2 | Bolívar               | Municipal de Quillacollo | 5 de noviembre | 15:00 |
| Libertad Gran Mamoré                  | 0 - 2 | Royal Pari            | Gran Mamoré              | 5 de noviembre | 15:00 |
| Blooming                              | 2 - 1 | Oriente Petrolero     | Ramón Aguilera Costas    | 5 de noviembre | 19:30 |
| Nacional Potosí                       | 4 - 1 | Palmaflor del Trópico | Víctor Agustín Ugarte    | 6 de noviembre | 18:00 |
| Jorge Wilstermann                     | 3 - 0 | Real Tomayapo         | Félix Capriles           | 6 de noviembre | 20:00 |
| Equipo libre: Independiente Petrolero |       |                       |                          |                |       |

| Palmaflor del Trópico  | 1 - 1 | Universitario de Vinto  | Bicentenario de Villa Tunari | 10 de noviembre | 18:00 |
| The Strongest          | 8 - 0 | Libertad Gran Mamoré    | Hernando Siles               | 10 de noviembre | 20:00 |
| Real Santa Cruz        | 1 - 1 | Jorge Wilstermann       | Real Santa Cruz              | 11 de noviembre | 15:00 |
| Bolívar                | 5 - 1 | Independiente Petrolero | Hernando Siles               | 11 de noviembre | 17:30 |
| Guabirá                | 0 - 0 | Always Ready            | Gilberto Parada              | 11 de noviembre | 20:00 |
| Real Tomayapo          | 0 - 0 | Nacional Potosí         | IV Centenario                | 12 de noviembre | 17:30 |
| Oriente Petrolero      | 1 - 0 | Aurora                  | Ramón Aguilera Costas        | 12 de noviembre | 19:30 |
| Royal Pari             | 2 - 1 | Vaca Díez               | Ramón Aguilera Costas        | 13 de noviembre | 19:30 |
| Equipo libre: Blooming |       |                         |                              |                 |       |

| Universitario de Vinto  | 0 - 1 | Real Tomayapo         | Félix Capriles         | 18 de noviembre | 15:00 |
| Nacional Potosí         | 6 - 0 | Real Santa Cruz       | Víctor Agustín Ugarte  | 18 de noviembre | 17:30 |
| Libertad Gran Mamoré    | 3 - 1 | Oriente Petrolero     | Gran Mamoré            | 19 de noviembre | 15:00 |
| Jorge Wilstermann       | 1 - 0 | Guabirá               | Félix Capriles         | 19 de noviembre | 17:30 |
| Independiente Petrolero | 1 - 0 | Palmaflor del Trópico | Olímpico Patria        | 19 de noviembre | 19:30 |
| Always Ready            | 3 - 0 | Royal Pari            | Municipal de El Alto   | 23 de noviembre | 15:00 |
| Vaca Díez               | 2 - 2 | The Strongest         | Roberto Jordán Cuellar | 23 de noviembre | 15:00 |
| Aurora                  | 3 - 1 | Blooming              | Félix Capriles         | 23 de noviembre | 19:30 |
| Equipo libre: Bolívar   |       |                       |                        |                 |       |

| Real Tomayapo         | 2 - 1 | Independiente Petrolero | IV Centenario                | 24 de noviembre | 19:30 |
| Real Santa Cruz       | 0 - 0 | Universitario de Vinto  | Ramón Aguilera Costas        | 25 de noviembre | 15:00 |
| Guabirá               | 6 - 1 | Nacional Potosí         | Gilberto Parada              | 25 de noviembre | 17:30 |
| Palmaflor del Trópico | 1 - 7 | Bolívar                 | Bicentenario de Villa Tunari | 25 de noviembre | 19:30 |
| Royal Pari            | 0 - 0 | Jorge Wilstermann       | Ramón Aguilera Costas        | 26 de noviembre | 15:00 |
| The Strongest (C)     | 1 - 1 | Always Ready            | Hernando Siles               | 26 de noviembre | 17:30 |
| Blooming              | 0 - 1 | Libertad Gran Mamoré    | Ramón Aguilera Costas        | 26 de noviembre | 19:30 |
| Oriente Petrolero     | 1 - 0 | Vaca Díez               | Ramón Aguilera Costas        | 27 de noviembre | 20:00 |
| Equipo libre: Aurora  |       |                         |                              |                 |       |

| Universitario de Vinto              | 1 - 0 | Guabirá           | Félix Capriles         | 1 de diciembre | 15:00 |
| Bolívar                             | 4 - 1 | Real Tomayapo     | Hernando Siles         | 1 de diciembre | 19:00 |
| Jorge Wilstermann                   | 1 - 1 | The Strongest     | Félix Capriles         | 1 de diciembre | 20:30 |
| Independiente Petrolero             | 1 - 0 | Real Santa Cruz   | Olímpico Patria        | 2 de diciembre | 15:00 |
| Always Ready                        | 4 - 1 | Oriente Petrolero | Municipal de El Alto   | 2 de diciembre | 15:00 |
| Vaca Díez                           | 0 - 3 | Blooming          | Roberto Jordán Cuellar | 2 de diciembre | 15:00 |
| Libertad Gran Mamoré                | 0 - 1 | Aurora            | Gran Mamoré            | 2 de diciembre | 15:00 |
| Nacional Potosí                     | 6 - 1 | Royal Pari        | Víctor Agustín Ugarte  | 3 de diciembre | 18:00 |
| Equipo libre: Palmaflor del Trópico |       |                   |                        |                |       |

| Real Santa Cruz                    | 3 - 1 | Bolívar                 | Gilberto Parada       | 5 de diciembre | 15:00 |
| Aurora                             | 3 - 0 | Vaca Díez               | Félix Capriles        | 5 de diciembre | 20:00 |
| Oriente Petrolero                  | 3 - 0 | Jorge Wilstermann       | Ramón Aguilera Costas | 5 de diciembre | 20:00 |
| Guabirá                            | 2 - 0 | Independiente Petrolero | Gilberto Parada       | 5 de diciembre | 20:00 |
| Royal Pari                         | 1 - 1 | Universitario de Vinto  | Ramón Aguilera Costas | 6 de diciembre | 15:00 |
| The Strongest                      | 1 - 0 | Nacional Potosí         | Hernando Siles        | 6 de diciembre | 19:00 |
| Blooming                           | 2 - 1 | Always Ready            | Ramón Aguilera Costas | 6 de diciembre | 20:00 |
| Real Tomayapo                      | 4 - 0 | Palmaflor del Trópico   | IV Centenario         | 6 de diciembre | 20:00 |
| Equipo libre: Libertad Gran Mamoré |       |                         |                       |                |       |

#### Tabla de resultados cruzados
| Local \ Visitante       | ALW | AUR | BLO | BOL | GUA | IND | WIL | LGM | NAC | ORI | PAL | CRU | TOM | ROY | STR | VIN | VAC |
| ----------------------- | --- | --- | --- | --- | --- | --- | --- | --- | --- | --- | --- | --- | --- | --- | --- | --- | --- |
| Always Ready            | —   | 3–1 | 2–0 | 2–2 | 3–0 | 3–2 | 2–2 | 5–0 | 3–3 | 4–1 | 2–0 | 2–0 | 1–1 | 3–0 | 2–0 | 1–2 | 1–0 |
| Aurora                  | 0–0 | —   | 3–1 | 2–1 | 1–0 | 2–0 | 1–0 | 5–0 | 2–0 | 2–2 | 2–1 | 1–1 | 1–2 | 3–0 | 0–3 | 0–1 | 3–0 |
| Blooming                | 2–1 | 2–1 | —   | 0–5 | 3–1 | 1–0 | 1–1 | 0–1 | 1–0 | 2–1 | 1–1 | 1–3 | 2–2 | 1–1 | 1–3 | 3–4 | 3–1 |
| Bolívar                 | 5–0 | 1–0 | 6–1 | —   | 3–1 | 5–1 | 1–3 | 3–0 | 4–3 | 4–0 | 5–1 | 3–0 | 4–1 | 3–1 | 3–0 | 1–1 | 3–0 |
| Guabirá                 | 0–0 | 1–0 | 2–1 | 1–2 | —   | 2–0 | 1–1 | 2–2 | 6–1 | 2–3 | 1–0 | 1–2 | 1–0 | 3–2 | 4–1 | 1–0 | 2–2 |
| Independiente Petrolero | 1–2 | 1–1 | 2–0 | 2–1 | 1–0 | —   | 0–3 | 4–0 | 0–1 | 2–0 | 1–0 | 1–0 | 0–3 | 4–2 | 1–4 | 0–2 | 0–1 |
| Jorge Wilstermann       | 3–0 | 0–2 | 1–0 | 3–1 | 1–0 | 0–1 | —   | 1–0 | 0–0 | 3–2 | 4–0 | 1–0 | 3–0 | 0–0 | 1–1 | 0–0 | 2–2 |
| Libertad Gran Mamoré    | 1–2 | 0–1 | 2–1 | 2–0 | 0–1 | 0–1 | 1–1 | —   | 3–2 | 3–1 | 2–1 | 1–0 | 1–1 | 0–2 | 1–0 | 0–0 | 3–2 |
| Nacional Potosí         | 0–2 | 0–0 | 3–0 | 3–2 | 6–0 | 2–4 | 2–1 | 5–1 | —   | 3–1 | 4–1 | 6–0 | 3–1 | 6–1 | 6–3 | 2–1 | 6–1 |
| Oriente Petrolero       | 2–0 | 1–0 | 1–1 | 1–1 | 1–0 | 2–0 | 3–0 | 1–1 | 3–0 | —   | 1–2 | 0–1 | 2–0 | 1–2 | 1–1 | 1–1 | 1–0 |
| Palmaflor del Trópico   | 0–2 | 0–1 | 3–2 | 1–7 | 2–0 | 0–1 | 2–0 | 4–1 | 0–1 | 1–2 | —   | 1–0 | 0–0 | 2–2 | 0–1 | 1–1 | 2–2 |
| Real Santa Cruz         | 2–1 | 1–1 | 2–1 | 3–1 | 0–0 | 1–0 | 1–1 | 3–2 | 2–0 | 0–5 | 2–1 | —   | 1–0 | 1–0 | 1–1 | 0–0 | 2–1 |
| Real Tomayapo           | 2–0 | 2–1 | 0–0 | 0–0 | 2–0 | 2–1 | 0–0 | 3–2 | 0–0 | 1–1 | 4–0 | 1–0 | —   | 0–2 | 0–0 | 0–2 | 3–2 |
| Royal Pari              | 1–2 | 2–2 | 1–2 | 0–0 | 4–1 | 2–1 | 0–0 | 2–0 | 2–2 | 1–1 | 0–3 | 1–1 | 1–2 | —   | 0–2 | 1–1 | 2–1 |
| The Strongest           | 1–1 | 2–2 | 1–0 | 3–2 | 1–0 | 2–0 | 1–0 | 8–0 | 1–0 | 0–0 | 4–0 | 4–0 | 3–1 | 3–2 | —   | 2–1 | 4–1 |
| Universitario de Vinto  | 1–1 | 1–1 | 1–0 | 2–2 | 1–0 | 0–1 | 0–1 | 1–1 | 0–0 | 1–1 | 0–1 | 1–0 | 0–1 | 1–2 | 1–3 | —   | 2–0 |
| Vaca Díez               | 1–1 | 2–3 | 0–3 | 4–3 | 3–0 | 1–0 | 2–2 | 2–1 | 0–2 | 3–1 | 3–1 | 2–1 | 0–1 | 1–1 | 2–2 | 0–0 | —   |

|                                                       |
|                                                       |
| Campeón The Strongest 16.° título de Primera División |

## Tabla acumulada
Se determinó con la sumatoria de todos los puntos obtenidos, dividiéndose entre los partidos jugados, de los dos torneos de la temporada 2023: la fase de grupos de la Copa y el torneo de Liga. Se utilizó la siguiente tabla para la clasificación a la Copa Libertadores y a la Copa Sudamericana de 2024. También para determinar los descensos.
 Actualizado el 8 de diciembre de 2023.
| Pos. | Equipo                    | Promedio | Pts. | PJ | PG | PE | PP | GF  | GC | Dif. |
| ---- | ------------------------- | -------- | ---- | -- | -- | -- | -- | --- | -- | ---- |
| 1.º  | Bolívar                   | 1,928    | 81   | 42 | 25 | 6  | 11 | 108 | 49 | +59  |
| 2.º  | The Strongest             | 1,925    | 77   | 40 | 22 | 11 | 7  | 75  | 40 | +35  |
| 3.º  | Always Ready              | 1,714    | 72   | 42 | 20 | 12 | 10 | 74  | 53 | +21  |
| 4.º  | Aurora                    | 1,600    | 64   | 40 | 17 | 13 | 10 | 50  | 35 | +15  |
| 5.º  | Nacional Potosí           | 1,571    | 66   | 42 | 19 | 9  | 14 | 92  | 63 | +29  |
| 6.º  | Real Tomayapo             | 1,452    | 61   | 42 | 16 | 13 | 13 | 43  | 47 | –4   |
| 7.º  | Jorge Wilstermann         | 1,428    | 60   | 42 | 17 | 15 | 10 | 59  | 38 | +21  |
| 8.º  | Universitario de Vinto    | 1,333    | 56   | 42 | 13 | 17 | 12 | 47  | 45 | +2   |
| 9.º  | Blooming                  | 1,309    | 55   | 42 | 16 | 7  | 19 | 53  | 64 | –11  |
| 10.º | Real Santa Cruz           | 1,300    | 52   | 40 | 14 | 10 | 16 | 35  | 53 | –18  |
| 11.º | Oriente Petrolero         | 1,167    | 49   | 42 | 12 | 13 | 17 | 51  | 61 | –10  |
| 12.º | Guabirá                   | 1,150    | 46   | 40 | 13 | 7  | 20 | 43  | 56 | –13  |
| 13.º | Royal Pari                | 1,143    | 48   | 42 | 12 | 12 | 18 | 54  | 68 | –14  |
| 14.º | Independiente Petrolero   | 1,143    | 48   | 42 | 15 | 3  | 24 | 43  | 62 | –19  |
| 15.º | Libertad Gran Mamoré (D)  | 1,095    | 46   | 42 | 13 | 7  | 22 | 42  | 82 | –40  |
| 16.º | Vaca Díez (D)             | 1,048    | 44   | 42 | 12 | 8  | 22 | 56  | 82 | –26  |
| 17.º | Palmaflor del Trópico (D) | 0,975    | 39   | 40 | 10 | 9  | 21 | 37  | 64 | –27  |

|  | Fase de grupos de Copa Libertadores.    |
|  | Fase 2 de Copa Libertadores.            |
|  | Fase 1 de Copa Libertadores.            |
|  | Primera fase de Copa Sudamericana.      |
|  | Play-off de ascenso-descenso indirecto. |
|  | Descendidos de categoría.               |

## Play-off de ascenso y descenso indirecto
El antepenúltimo equipo ubicado en la tabla acumulada de la División Profesional se enfrentó contra el subcampeón de la Copa Simón Bolívar a partidos de ida y vuelta. Con el equipo de la primera división, defensor de su categoría, cerrando de local.
| Ida; 13 de diciembre | San Antonio Bulo Bulo    | 2 – 0   | Libertad Gran Mamoré | Estadio Félix Capriles, Cochabamba |                            |
| 16:00 (UTC-4)        | - Borda 62' - Jaldín 83' | Reporte |                      | Árbitro(s): Carlos Arteaga         | Árbitro(s): Carlos Arteaga |

| Vuelta; 16 de diciembre | Libertad Gran Mamoré                   | 2 – 0 (2 – 4 p.)(Global 2 – 2) | San Antonio Bulo Bulo                  | Estadio Gran Mamoré, Trinidad |                             |
| 15:00 (UTC-4)           | - Tomicha 90' - Taborga 90+13'         | Reporte                        |                                        | Árbitro(s): Dilio Rodríguez   | Árbitro(s): Dilio Rodríguez |
|                         |                                        | Tiros desde el punto penal     |                                        |                               |                             |
|                         | - Gil - Bejarano - Taborga - Rodríguez |                                | - Preciado - Sánchez - Alaca - Mendoza |                               |                             |

- Marcador global empatado 2–2 y victoria 4–2 en los tiros desde el punto penal de San Antonio Bulo Bulo que ascendió a la División Profesional. Libertad Gran Mamoré descendió a la ABF.

## Clasificación a torneos Conmebol

### Copa Libertadores 2024
| Cupo      | Equipo        | Fase           | Método de clasificación                     |
| --------- | ------------- | -------------- | ------------------------------------------- |
| Bolivia 1 | The Strongest | Fase de grupos | Campeón de la División Profesional 2023     |
| Bolivia 2 | Bolívar       | Fase de grupos | Mejor ubicado en la tabla acumulada         |
| Bolivia 3 | Always Ready  | Fase 2         | Segundo mejor ubicado en la tabla acumulada |
| Bolivia 4 | Aurora        | Fase 1         | Tercer mejor ubicado en la tabla acumulada  |

### Copa Sudamericana 2024
| Cupo      | Equipo                 | Fase   | Método de clasificación                               |
| --------- | ---------------------- | ------ | ----------------------------------------------------- |
| Bolivia 1 | Jorge Wilstermann      | Fase 1 | Subcampeón de la Copa de la División Profesional 2023 |
| Bolivia 2 | Nacional Potosí        | Fase 1 | Cuarto mejor ubicado en la tabla acumulada            |
| Bolivia 3 | Real Tomayapo          | Fase 1 | Quinto mejor ubicado en la tabla acumulada            |
| Bolivia 4 | Universitario de Vinto | Fase 1 | Sexto mejor ubicado en la tabla acumulada             |

## Estadísticas

### Goleadores
| Pos. | Jugador          | Goles | Club               |
| ---- | ---------------- | ----- | ------------------ |
| 1    | Ronnie Fernández | 9     | Bolívar            |
| 2    | Dorny Romero     | 8     | Always Ready       |
| 3    | Efmamj González  | 8     | Real Santa Cruz    |
| 4    | Gilbert Álvarez  | 7     | Atlético Palmaflor |

## Acusaciones de amaño de partidos en la Copa de la División Profesional 2023
Todo se originaria a causa del partido que disputaron Nacional Potosí y Vaca Diez en el Victor Agustin Ugarte el 16 de agosto de 2023 por la Copa de la División Profesional 2023 en la Serie C por la fecha 7 dirigido por el árbitro Gaad Flores, el cuadro local ganaría por una diferencia de 5 goles a 0 pero se filtrarian audios que involucraban a este partido y ponia en duda la legitimidad del torneo.
El 29 de agosto de 2023 el presidente de la FBF, Fernando Costa convocó a una conferencia de prensa para denunciar la existencia de una red de corrupción en el futbol boliviano que involucraría a jugadores, árbitros y dirigentes, acto seguido convocó a una reunión con todos los clubes (Consejo) para una semana semana después. Durante toda esa semana existió filtración de un audio donde un excompañero del jugador Grovert Carrillo (Libertad Gran Mamoré) le hizo una propuesta de amaño.
Al llegar al Consejo de la División Profesional, ya se había filtrado un segundo audio más evidente que involucraba directamente al presidente del Club Vaca Díez, Marco Rodríguez y al árbitro Gaad Flores, en la conversación se menciona al arquero de Nacional Potosí, Said Mustafa y al presidente de la Comisión de Árbitros, Alejandro Mancilla con quienes se habría coordinado el amaño de el partido (ya mensionado anteriormente) en el que, para favorecerse con las apuestas, se debían marcar cinco goles.
A pesar de que las pruebas emitidas en el consejo solo involucraban a uno de los 2 torneos (Copa de la División Profesional 2023), los clubes llegaron a la reunión con una posición y al ser consultada en la mesa; la mayoría (14) votó por anular los dos torneos que se estaban jugando e iniciar uno nuevo que goce de legitimidad, 2 votaron en contra y uno se abstuvo.
El 18 de septiembre en el segundo consejo se decidió por acudir a un proceso abreviado para tener el resultado de las denuncias que han realizado diferentes actores por amaños de partidos para ratificar lo votado anteriormente o analizarlo, en principio, desde la segunda reunión de Consejo, se puso un plazo de 7 a 10 días, pero el Tribunal de Disciplina Deportiva (TDD) solicitó más días para tener el resultado de las denuncias quedando el tercer consejo que debía llevarse a cabo el 28 de septiembre suspendido.
Posteriormente, la suspensión de los torneos fue levantada por el comité ejecutivo por sugerencia de Fernando Costa el 27 de septiembre luego de que se realizaron reformas a la comisión arbitral y se llegó a un acuerdo con la Conmebol para el seguimiento, así como para permitir que el Tribunal Disciplinario Deportivo de la FBF terminara las investigaciones sobre el asunto.